# Wirtschaftskommunikation
Der Begriff Wirtschaftskommunikation findet sich in der Regel in Studiengängen, in denen es möglich ist, zu lernen, wie man Unternehmenskommunikation gestaltet.
Eine Abgrenzung der Begriffe Unternehmenskommunikation und Wirtschaftskommunikation ist bislang nicht üblich, so dass diese Begriffe in der Regel synonym verwendet werden. 
Allerdings umfasst der Begriff Wirtschaft einen weiteren Bereich als der Begriff Unternehmen, der ja nur ein Teilsystem des Wirtschaftssystems bezeichnet.
Während also der Begriff Unternehmenskommunikation in der Innen-/Außen-Abgrenzung innerhalb des Wirtschaftssystems das Teilsystem "Unternehmen" betont und damit zu einer einseitigen Perspektive verleitet, spiegelt der Begriff "Wirtschaftskommunikation" eine Haltung wider, die den übrigen Teilsystemen und einzelnen Subjekten eine ebenbürtige Bedeutung ermöglicht.

## Studiengänge
- Internationale Wirtschaftskommunikation an der Hochschule Zittau/Görlitz
- Wirtschaftskommunikation an der HTW (Hochschule für Technik und Wirtschaft) Berlin
- Gesellschafts- und Wirtschaftskommunikation an der UdK Berlin (Universität der Künste Berlin)
- Medienmanagement an der Hochschule für Angewandte Wissenschaften Würzburg-Schweinfurt, Abteilung Würzburg
- Internationale Wirtschaftskommunikation und Wirtschaftskommunikation Chinesisch an der Hochschule des SDI München (Hochschule für Angewandte Sprachen)